# Rinthe
Rinthe (mundartlich e da Räinde) ist ein Ortsteil von Bad Berleburg im Kreis Siegen-Wittgenstein in Nordrhein-Westfalen.
Das Dorf gehört zum Kirchspiel Raumland.

## Geographie

### Lage
Rinthe liegt im Rothaargebirge, dessen höchste Erhebung mit 843,2 m ü. NN der Langenberg ist.

### Nachbarorte
- Schameder
- Hemschlar
- Weidenhausen
- Balde

## Geschichte
Erste urkundliche Zeugnisse betreffen das Jahr 1338. Um 1500 gehört der Ort zum Zehnten derer „von Winter“. 1510 steht nur noch ein Haus in Rinthe. Im Jahr 1518 liegt der Ort wüst. Ab 1538 erfolgt die Neuansiedelung. 1781 kommt Rinthe zur Schulzerei Berghausen. 1819 wechselt diese zum Bezirk Dotzlar. 1845 wird Rinthe abermals dem Amt Berghausen zugesprochen. 
Der Ort gehört seit der Gebietsreform, die am 1. Januar 1975 in Kraft trat, zum Stadtbereich Bad Berleburg und war bis zur Eingemeindung eine selbständige Gemeinde des Amtes Berghausen im damaligen Kreis Wittgenstein.

### Einwohnerentwicklung
- 1900: 166 Einwohner
- 1961: 163 Einwohner[3]
- 1970: 154 Einwohner[3]
- 1974: 154 Einwohner[4]
- 2012: 120 Einwohner
- 2021: 120 Einwohner[1]